# Showbiz (album)
A Showbiz a Muse együttes 1999. szeptember 28-án megjelent debütáló albuma. Maga a showbiz szó az angol showbusiness (szórakoztatóipar) kifejezés rövidített, szlenges változata .

## A lemezen szereplő dalok listája
1. Sunburn (3:54)
2. Muscle Museum (4:23)
3. Filip (4:01)
4. Falling Down (4:34)
5. Cave (4:46)
6. Showbiz (5:16)
7. Unintended (3:57)
8. Uno (3:38)
9. Sober (4:03)
10. Escape (3:31)
11. Overdue (2:26)
12. Hate This & I'll Love You (5:09)

## Közreműködők
- Matthew Bellamy – gitár, billentyű, ének
- Dominic Howard – dobok
- Chris Wolstenholme – basszusgitár